# Austrocarabodes pseudoreticulatus
Austrocarabodes pseudoreticulatus är en kvalsterart som beskrevs av Covarrubias 1967. Austrocarabodes pseudoreticulatus ingår i släktet Austrocarabodes och familjen Carabodidae. Inga underarter finns listade.